# Un año para recordar
Un año para recordar fue una telecomedia de Underground Contenidos. Protagonizada por Carla Peterson y Gastón Pauls. Coprotagonizada por Eleonora Wexler, Roly Serrano, María Abadi, Campi, Juan Manuel Guilera, Alan Sabbagh y Laura Cymer. Antagonizada por Gonzalo Valenzuela, Rafael Ferro y Florencia Raggi. También, contó con las actuaciones especiales de Valentina Bassi, Julieta Ortega y el primer actor Osvaldo Santoro. Y la participación de Gastón Ricaud como actor invitado. Esta producción de Sebastián Ortega tuvo como protagonista a Carla Peterson, al igual que en Lalola y en Los Exitosos Pells. Desde el lunes 14 de febrero de 2011, se emitió a las 22:00 por Telefé. Luego, a partir del día 21 de marzo de 2011 pasó a emitirse a las 21:00 y más tarde se cambió definitivamente a las 22:15. Un año para recordar terminó el día 2 de agosto de 2011.
El Piloto, que se grabó en septiembre y en octubre del 2010, fue mostrado por el socio de Ortega en Underground, Alejandro Corniola, en MIPcom de Cannes para ser exhibido y vendido al mundo, con los créditos de los trabajos anteriores de la productora.

## Sinopsis
“Un año para recordar” cuenta la historia de Ana (Carla Peterson), la supervisora de cajas de Supermercados Grande, que una noche, accidentalmente, en el medio de una discusión mata a su marido (hijo del dueño del supermercado) quien acaba de descubrir que ella tiene un amante.
Desesperada, acechada por la culpa, vuelve a su casa y llama a la policía para culparse del crimen…y se queda dormida. 
Cuando se despierta a la mañana siguiente, algo raro ha ocurrido. Descubre que el tiempo ha retrocedido, exactamente un año atrás, al día en que conociera a Dante (Gastón Pauls), su amante, camino al supermercado y que Víctor (Rafael Ferro), su marido, por lo tanto, aún no está muerto.
Entre el desconcierto y la incredulidad, sin saber si se trata de una verdadera bendición o una cruel pesadilla Ana volverá a transitar completo el último año de su vida donde descubrirá que las cosas no siempre son como aparentan ser a simple vista.
Con el conocimiento previo de lo ocurrido ese último año, Ana se dará cuenta de que con su accionar puede alterar el destino de la gente que trabaja junto a ella en Supermercados Grande, pero pronto descubrirá que al modificar una mínima pieza de la trama de la vida también puede generar riesgos en el gran orden preestablecido. No tardará en comprobar, además, que hay cuestiones del destino, como su amor por Dante, que serán imposibles de evitar, haga lo que haga.
Todo lo que tiene Ana es su diario, el cual lo utilizará a lo largo de la historia y hará que verdaderamente sea un año para recordar.

## Personajes

### Principales
- Ana María Santos (Carla Peterson): una mujer con una frondosa vida interior, afectuosa, de buen humor constante, espiritual e interesada en los demás. Viste en forma relajada y descontracturada con un estilo donde se impone su sello personal: mezcla prendas, puede andar de calzas negras, musculosa larga, zapatillas y un gran bolso donde lleva sus más preciadas pertenencias, desde su inseparable iPod a su diario íntimo donde escribe un registro de su vida y sus sensaciones. Ella viajó un año atrás para evitar asesinar a su marido.

- Dante Peñalba (Gastón Pauls): su real identidad era (si se puede hablar de una verdadera) Juan Cruz Indart, pero Ana descubre que su verdadero nombre es Santiago Blanco. Líder nato, regido por Aries. Un policía muy calificado que pertenece a una Brigada Especial de Investigaciones de la fuerza. Actúa como agente encubierto infiltrándose en organizaciones delictivas, a fin de obtener información sobre sus integrantes, funcionamiento y financiación. Se especializa en misiones de alto riesgo. Generalmente al terminar la misión debe desaparecer por un tiempo: cambiar de ciudad, modificar sus hábitos y esconderse bajo otra identidad. Sin embargo, el prefiere cambiar su vida después de conocer a Ana.

- Víctor Grande (Rafael Ferro): es el esposo de Ana. Se ocupa junto a su padre de dirigir el Supermercado. Un hombre estructurado, machista, ambicioso y celoso que entiende poco y nada a su mujer. Ciclotímico, violento e impredecible. Puede ser tierno y en un par de segundos saltarle a alguien a la yugular porque interpreta mal una mirada. Desconfiado, por definición el Otro siempre es una mala persona. Es muy competitivo y lo que más le molesta es tener un trato servicial con los clientes.

- Mariano Ocampo/Sanz Palacios (Gonzalo Valenzuela): es el villano de la serie e hijo bastardo de Sanz Palacios. Es un millonario estafador, su más grande sueño es arruinar el "Supermercado Grande" para beneficiarse a sí mismo. Siempre intenta hacer creer a Víctor que su oferta es buena, quiere comprar el supermercado para cerrarlo dejando sin trabajo a todos los empleados, derribarlo y construir un nuevo edificio. Parece estar muy interesado en algo oculto bajo los cimientos del codiciado lugar...

- Micaela Méndez (Eleonora Wexler): es íntima amiga de Ana y son opuestas complementarias. Cajera en el supermercado. Suele hablar de más y se va por las ramas. Es compradora compulsiva y es una gran amiga de sus amigas. Consejera a altas horas de la mañana en un bar, en la cocina o el dormitorio siempre está dispuesta a brindar sugerencias de las más diversas tendencias por las que siempre se siente interesada. Nunca falta en su cartera una reserva de remedios entre lo naturista y los psicofármacos, sin distinciones, para cualquier ocasión. Está enamorada de Mariano. Salía con Iván, su excompañero de secundaria.

- Jorge Sanz Palacio (Luis Ziembrowski)

### Secundarios
- Nacho (Gastón Ricaud): es un empleado muy fiel a Francisco. Desconfía de la propuesta de Mariano. Es fóbico a la oscuridad.
- Armando (Roly Serrano): encargado de seguridad del supermercado. Tiene dos mujeres: Lidia y Susana. En el 2011, al cerrar el supermercado, se convierte en un alcohólico que vive en la calle.

- Nina (María Abadi): otra empleada del supermercado que vino del sur para buscar a su padre. En el 2011, al cerrar el supermercado, regresa al sur.

- Guillermo (Juan Manuel Guilera): es otro empleado del supermercado que salía con Verónica, pero gracias a los cambios de Ana pasa todo lo contrario. En el 2011, al cerrar el supermercado, comienza a trabajar de taxi-boy.

- Ariel Cansepolsky (Alan Sabbagh): un fan del heavy metal que trabaja en el sector computación. Tiene una banda llamada "Salamandra". Luego de la fiesta organizada por Mica, tuvo una noche muy caliente con Vero, donde ella queda embarazada.

- Olga (Laura Cymer): la mejor amiga de Isabel y está secretamente enamorada de ella desde que la conoció. En el 2011, al cerrar el supermercado, ingresa a Gran Hermano.

- Wanda (Martín Campilongo): es el representante sindical de los empleados del supermercado. En el 2011, al cerrar el supermercado, comienza a trabajar en un trencito de la alegría disfrazado de Barney.

- Verónica Manzanero (Valentina Bassi): trabaja en la sección panadería, aunque según Isabel, demuestra alta eficiencia en todas las áreas. En el 2010 sale con Guillermo y tienen un hijo; pero gracias a los cambios que hizo Ana en el tiempo esto no sucede, sino que quedó embarazada de Ariel. En el 2011, es madre de León Elías, hijo de ella y Ariel.

- Narradora (Evangelina Salazar)

### Actuaciones especiales
- Julia (Florencia Raggi): mujer policía. Es inteligente, efectiva, cerebral, resolutiva y pragmática. Extremadamente capacitada para hacer trabajo de logística y de escritorio pero lo que ella prefiere es desenvolverse en la calle. Lo cual rara vez le permiten sus jefes. Estudió y se perfeccionó en el extranjero. Está altamente capacitada para las funciones que desempeña dentro de la fuerza. Es una chica cosmopolita que habla varios idiomas. Puede pensar como hombre pero es muy femenina. Está enamorada de Dante y odia a Ana por ser ella el amor de Dante.

- Francisco Grande (Osvaldo Santoro): actual dueño del supermercado y padre (adoptivo) de Víctor, ya que después se descubre que es padre biológico de Isabel . Le agrada mucho Mariano desde que le salvó la vida. Le gustaba Jazmín, su enfermera, aunque después descubre que ella lo intentó envenenar.

- Isabel Rojas/Grande (Julieta Ortega): hija del mejor amigo de Francisco (aunque se descubre que es su hija), por lo cual goza de ciertos beneficios. Trabaja como Gerente de Personal. Enemiga personal y declarada de Ana. Hace uso y abuso de poder. Es tensa, envidiosa y negativa. Despótrica contra todos. Atractiva y sensual. Dominante en las relaciones. Tiene un tema con los olores, huele a la gente, se perfuma por demás y aromatiza los ambientes constantemente. Es adicta a las actividades físicas. Está enamorada de Víctor con quien tiene una relación de encuentros sexuales frecuentes y clandestinos, para Isabel significan la promesa futura de convertirse en la esposa del dueño del supermercado el día que Víctor se divorcie de Ana.

### Participaciones especiales
- Florencia de la V como Leticia Lima: famosa actriz de la televisión mexicana que graba su primera novela en la Argentina. Es una mujer fría, envidiosa y sin sentimientos.
- Juan José Campanella como sí mismo
- Muriel Santa Ana como Dra. Albertina Busaniche: investiga el caso del robo al supermercado, pero gracias a Mariano la trasladan de juzgado.
- Boy Olmi como el Dr. Armus: Es el psicólogo de Ana
- Mónica Galán como Dolores Sanz Palacios: es la hija de Sanz Palacios, quien continuó con los trabajos de su padre. Ella está internada en el mismo psiquiátrico en el que estuvo Ana.
- Gonzalo Urtizberea como Coco: otro residente del psiquiátrico, el cual tiene problemas de memoria. Gracias a él, Ana pudo hacerle llegar a Dante los datos del lugar donde Sabrina estaba secuestrada
- Maruja Bustamante como Bárbara
- Andrés Ilvento como un cliente, de 15 años, de Supermercados Grande
- Thelma Fardín como Sabrina: es una chica secuestrada por su tío, la cual es salvada por Dante gracias a los datos que Ana le dio.
- María Fiorentino como Olivia: es la médium que ayuda a Ana a contactarse con el espíritu de Sanz Palacios y revelar la verdadera identidad de Mariano.
- Edda Bustamante
- Coraje Ábalos.
- Anahi Martella
- Betty Villar como una clienta del supermercado.
- Álvaro Armand Ugón
- Pasta Dioguardi
- Mauricio Dayub
- Alfredo Castellani
- Daniel Valenzuela
- Ernesto Claudio como Pierre Blasquier: es el dueño de la galería donde se exponen los trabajos de Sanz Palacios y ayudante de Ana para descifrar su misión.
- Lucas Crespi
- Diego Gentile
- Laura García
- Javier de Nevares
- Antonio Caride
- Marcelo Savignone
- Lidia Catalano como Celia: es la madre de Veronica.
- Luciana Salazar como Jazmín: la enfermera de Francisco, la cual intento envenenarlo, por pedido de Mariano Ocampo.
- Natalia Botti
- Luciana Hassan
- Sebastián Kirzner
- Hernan Jiménez
- Tomás Fonzi como Iván: un excompañero del secundario de Mica. Ellos se encuentran vía Facebook. En el 2011 están casados, pero no son felices.
- Juan Ignacio Machado
- Pablo Cedrón
- Edda Diaz
- Pablo Rago como Marco: es un viajero que en un 2011 estaba casado con Ana, pero Ana se rehusó estar con él y fue asesinado por Mariano. Le enseñó varias cosas a Ana de ser Ángel.
- Martín Piroyansky como Ulises
- Andrea Frigerio
- Dolores Sarmiento
- Miguel Dedovich
- Mirta Wons
- Alejandro Cupito
- Luis Ziembrowski
- Mariano Argento
- Valeria Lorca
- Lucrecia Blanco
- Tomas de las Heras
- Alejandra Flechner
- Roberto Carnaghi
- Ezequiel Campa
- Cristian Urrizaga como sí mismo
- Mario Moscoso
- Evangelina Salazar
- Dolores Sarmiento como Violeta

## Recepción
La comedia romántica de Telefe arrancó el día 14 de febrero a las 21:45 con picos de 26.0 puntos de índice de audiencia y un promedio final de 21.3 puntos en sus 60 min de duración siendo lo más visto del día. El primer capítulo compitió en su totalidad con el quinto episodio de la comedia Los Únicos que produce El Trece (el canal rival) y le ganó por casi 3 puntos.
Al pasar las emisiones, la audiencia comenzó a bajar y las autoridades del canal pasaron a emitirla a las 22 a partir del 23 de febrero. En ese tiempo siguió enfrentándose con Los Únicos. La ficción de El Trece le ganaba por 8-10 puntos aunque igualmente era entre el cuarto y sexto programa más visto del día.
A partir del 12 de mayo, con el estreno de Susana Giménez, la novela protagonizada por Carla Peterson comenzó a emitirse entre las 22.05 y las 22.25. A partir de ese cambio, competía en sus primeros 10-15 minutos con: los lunes Los únicos (perdía por 10-13 puntos) ; los martes, miércoles y jueves Herederos de una venganza (perdía por 10-12 puntos). El resto de la ficción se enfrentaba los miércoles a El puntero perdiendo por 8-12 puntos y los lunes, martes y jueves a Showmatch, también perdiendo pero por una diferencia mucho más importante: 15-18 puntos.
Desde el 14 de junio comenzó a emitirse con una duración media de 40-50 minutos y el índice de audiencia llegó a tocar pisos de 4 puntos. Así, la producción y el canal tomó la decisión de finalizar la ficción terminándola el 2 de agosto. Ese día empezó a las 22.25 y duró 45 minutos promediando 14,6 logrando ser el quinto programa más visto del día.

## Ficha técnica
- Una producción de: Underground y Endemol para Telefe
- Autores: Patricio Vega y Silvina Frejdkes, sobre una creación de Sebastian Ortega.
- Dirección: Daniel De Felippo y Martin Mariani
- Productores Ejecutivos: Leo Blanco y Gustavo Errico
- Jefa de Producción: Vanina Martorilli
- Escenografía: Valeria Ambrosio
- Arte: Julia Freid
- Vestuario: Andrea Duarte
- Maquillaje y Peinado: Andy Sanzo
- Dirección Fotografía: Sergio Dotta
- Equipo de posproducción: Leandro López, Guillermo Gatti y Pablo Bologna
- Musicalización: Elvio Gómez
- Productores Asociados: Martin Kweller y Alejandro Corniola
- Productor General: Pablo Culell
- Dirección Artística: Sebastian Ortega

## Sucesión de tiras diarias deUnderground Contenidos
| Predecesor: Botineras | Un año para recordar 2011 | Sucesor: Graduados |

- Datos: Q9091247